# Łyskauszczyna
Łyskauszczyna (biał. Лыскаўшчына; ros. Лысковщина, Łyskowszczina) – wieś na Białorusi, w obwodzie mohylewskim, w rejonie kruhelskim, w sielsowiecie Kruhłe. W 2019 roku liczyła 1 mieszkańca.